# Rio Meurthe
O rio Meurthe em Saint-Dié-des-Vosges
O rio Meurthe é um rio do nordeste de França, afluente do rio Mosela pela sua margem direita. Nasce nas montanhas de Vosges, perto do Col de la Schlucht no departamento de Vosges. Dá nome ao departamento de Meurthe-et-Moselle e ao antigo departamento de Meurthe. Corre ao longo de 159 km pelos departamentos de Vosges e Meurthe-et-Moselle, e, entre outras, banha as seguintes comunas:
- No departamento de Vosges: Fraize, Saint-Dié-des-Vosges, Raon-l'Étape
- No departamento de Meurthe-et-Moselle: Baccarat, Lunéville e Nancy

Entre os seus afluentes incluem-se os rios:
- Rio Fave
- Rio Rabodeau
- Rio Plaine
- Rio Vezouze
- Rio Mortagne
- Rio Sânon